# Hagfors stad
Hagfors stad var en tidigare kommun i Värmlands län. 

## Administrativ historik
För orten Hagfors inrättades 8 december 1939 Hagfors municipalsamhälle i Norra Råda landskommun. Staden bildades den 1 januari 1950 genom en utbrytning ur samma landskommun av municipalsamhället och dess närområde. 1971 ombildades staden till Hagfors kommun, vilken utökades 1974.

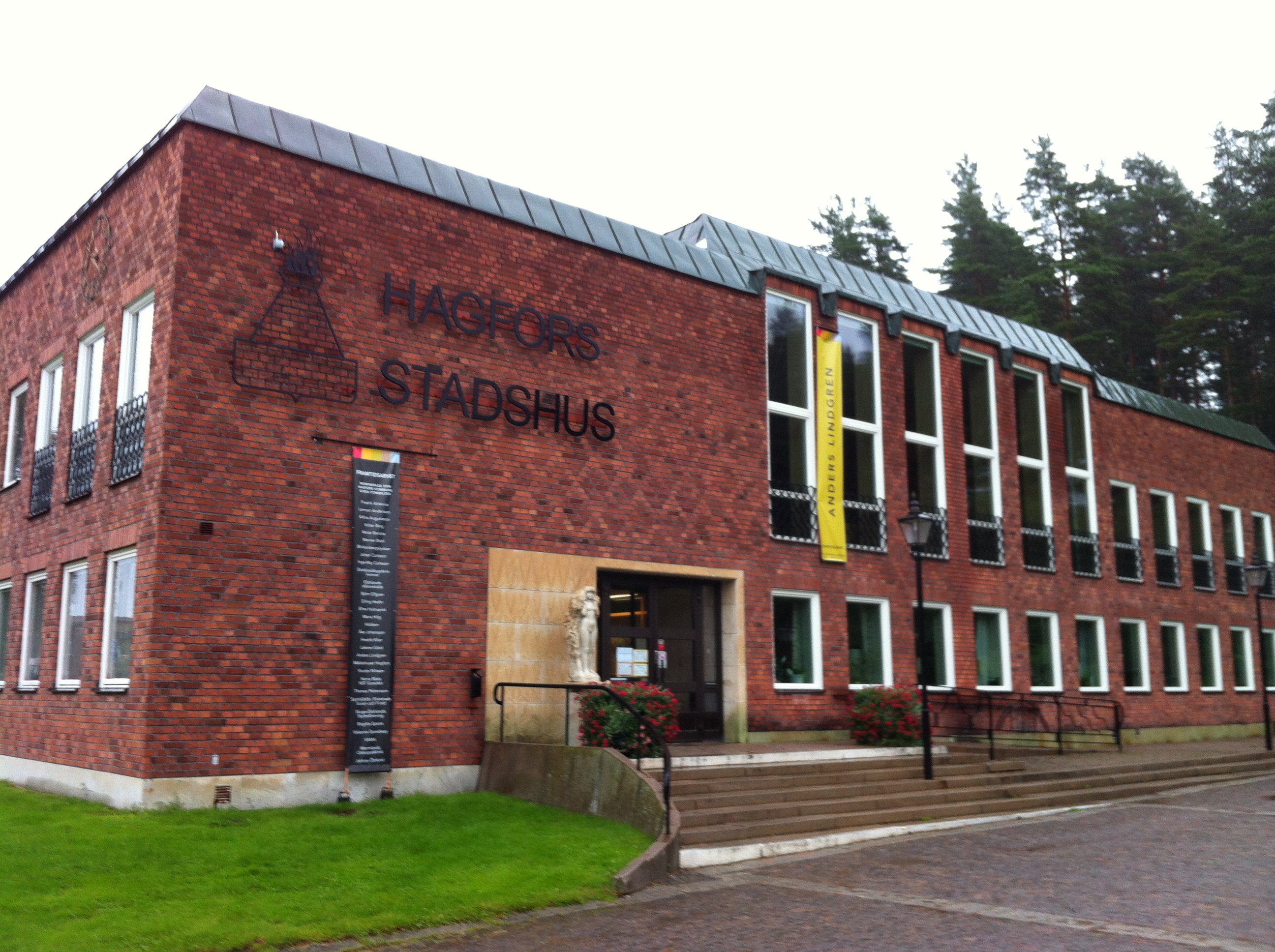
Stadshuset ritat av Harry Egler invigdes 1952.

Strax efter stadens bildande uppfördes ett stadshus för att inrymma stadens förvaltning. Stadshuset i tegel byggdes på Dalavägen 10 efter ritningar av Harry Egler. Det stod färdig 1952.
1 januari 2016 inrättades distriktet Hagfors, med samma omfattning som Hagfors församling hade 1999/2000, och vari detta sockenområde ingår.
Staden tillhörde Hagfors församling.
I likhet med andra under 1900-talet inrättade stadskommuner fick staden inte egen jurisdiktion utan låg fortsatt under landsrätt och ingick i Älvdals nedre tingslag till 1952 därefter i Älvdals och Nyeds tingslag.

### Sockenkod
För registrerade fornfynd med mera så återfinns staden inom ett område definierat av sockenkod 2146 som motsvarar den omfattning staden hade kring 1950.

## Geografi

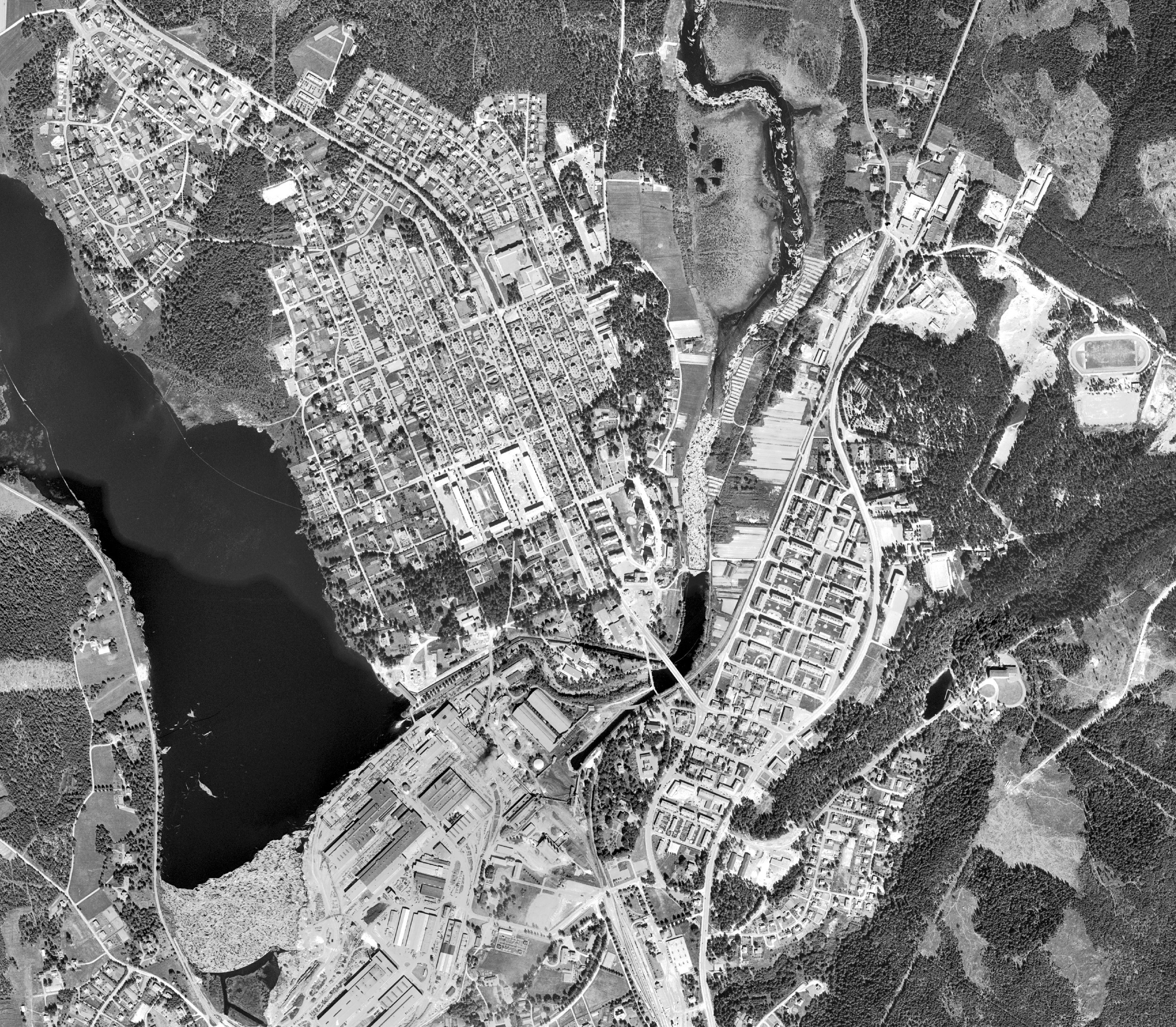
Flygfoto över Hagfors från 1960-talet. Utmed Uvån i centrum kan man se att timmerflottning utfördes.

Hagfors stad omfattade den 1 januari 1952 en areal av 134,90 km², varav 123,28 km² land.

### Tätorter i staden 1960
I Hagfors stad fanns tätorten Hagfors, som hade 7 605 invånare den 1 november 1960. Tätortsgraden i staden var då 89,7 procent.

## Stadsvapnet
Blasonering: I fält av guld en från en uppskjutande röd tegelmur uppskjutande tegelmurad röd bessemerskorsten, ur vilken blå lågor uppstiga. Vapnet fastställdes 1951. Eftersom järnindustrin haft stor betydelse för ortens framväxt valdes en symbol med anknytning till denna.  Det registrerades för den nya kommunen 1974.

## Befolkningsutveckling
| Befolkningsutvecklingen i Hagfors stad 1949–1969                                                                             | Befolkningsutvecklingen i Hagfors stad 1949–1969 | Befolkningsutvecklingen i Hagfors stad 1949–1969 | Befolkningsutvecklingen i Hagfors stad 1949–1969 | Befolkningsutvecklingen i Hagfors stad 1949–1969 |
| --- | ------------------------------------------------ | ------------------------------------------------ | ------------------------------------------------ | ------------------------------------------------ |
| |                                                  |                                                  |                                                  |                                                  |
| År |                                                  |                                                  | Invånare                                         |                                                  |
| 1949 | 1949                                             |                                                  | 6 501                                            | 6 501                                            |
| 1950 | 1950                                             |                                                  | 6 558                                            | 6 558                                            |
| 1955 | 1955                                             |                                                  | 7 472                                            | 7 472                                            |
| 1960 | 1960                                             |                                                  | 8 495                                            | 8 495                                            |
| 1965 | 1965                                             |                                                  | 8 908                                            | 8 908                                            |
| 1969 | 1969                                             |                                                  | 8 870                                            | 8 870                                            |
| Befolkning den 31 december enligt den administrativa indelningen den 1 januari följande år Källa: SCB:s historiska statistik |                                                  |                                                  |                                                  |                                                  |

## Politik

### Mandatfördelning i Hagfors stad, valen 1950-1966
| 6 | 20 | 3 |  |

| 28 |

| 5 | 20 | 3 | 2 |

| 27 |

| 4 | 21 | 2 | 3 |

| 28 |

| 3 | 23 | 2 | 2 |

| 25 | 5 |

| 5 | 19 |  | 3 | 2 |

| 24 | 6 |